# Robertus riparius
Robertus riparius là một loài nhện trong họ Theridiidae.
Loài này thuộc chi Robertus. Robertus riparius được Eugen von Keyserling miêu tả năm 1886.